# Списак универзитета у Републици Српској
Универзитети у Републици Српској су све регистроване високошколске установе које академски наставни образовни програм изводе у складу са „Законом о високом образовању Републике Српске“. Високо образовање је према Закону о високом образовању Републике Српске дефинисано као дјелатност од општег друштвеног интереса за Републику Српску, и спада у надлежност Министарства за научнотехнолошки развој, високо образовање и информационо друштво Републике Српске.

## Универзитети Републике Српске
У Републици Српској постоји више универзитета који су највећим дијелом смјештени у три регионална центра, Бањалуку, Источно Сарајево и Бијељину. Највећа два универзитета су Универзитет у Бањој Луци и Универзитет у Источном Сарајеву, чији је оснивач Република Српска. Република Српска је 1992. направила реструктуру југословенског образовног система и конституисала Универзитет у Бањој Луци као јавну институцију Републике Српске. Универзитет у Источном Сарајеву је основан одлуком Народне скупштине Републике Српске 29. децембра 1993. године. Сједиште Универзитета у Источном Сарајеву је Источно Сарајево, а јединице Универзитета, односно факултети су распоређени у Лукавици, Палама, Требињу, Фочи, Зворнику, Бијељини, Брчком и Добоју. Ова два универзитета су уједно и једина два јавна универзитета у Српској.
Приватни универзитети у Републици Српској су највећим дијелом концентрисани у Бањалуци и Бијељини. Слобомир П Универзитет је први приватни универзитет у Српској, а осован је 2003. године. Поред универзитета, високошколско образовање у Српској се изводи и у високом школама, које су распоређене у Бањалуци, Бијељини, Градишци, Приједору, Сокоцу и Требињу.

### Јавни универзитети
- Универзитет у Бањој Луци
- Универзитет у Источном Сарајеву

### Приватни универзитети
- Слобомир П Универзитет (Бијељина и Добој)
- Универзитет за пословне студије (Бања Лука)
- Универзитет за пословни инжењеринг и менаџмент (Бања Лука)
- Независни универзитет Бања Лука
- Паневропски универзитет Апеирон (Бања Лука)
- Универзитет Синергија (Бијељина, Вишеград, Бања Лука)
- Универзитет Бијељина

## Факултети Републике Српске

### Јавни универзитети и факултети
| Назив                                                                 | Улица                                                  | Насеље    | Општина                             | Универз.                        | Основан | Врста | Слика |
| --------------------------------------------------------------------- | ------------------------------------------------------ | --------- | ----------------------------------- | ------------------------------- | --- | ----- | ----- |
| Академија умјетности Универзитета у Бањој Луци                        | Булевар војводе Петра Бојовића 1А                      | Борик     | Град Бања Лука                      | Универзитет у Бањој Луци        | Основана 15. јула 1999. године | јавни |       |
| Архитектонско-грађевински факултет Универзитета у Бањој Луци          | Булевар војводе Степе Степановића 77                   | Обилићево | Град Бања Лука                      | Универзитет у Бањој Луци        | Основан 28. августа 1995. године | јавни |       |
| Економски факултет Универзитета у Бањој Луци                          | Мајке Југовића 4                                       | Обилићево | Град Бања Лука                      | Универзитет у Бањој Луци        | Основан 6. фебруара 1975. године | јавни |       |
| Електротехнички факултет Универзитета у Бањој Луци                    | Патре 5                                                | Центар    | Град Бања Лука                      | Универзитет у Бањој Луци        | Основан 24. новембра 1962. године | јавни |       |
| Машински факултет Универзитета у Бањој Луци                           | Булевар војводе Степе Степановића 71                   | Обилићево | Град Бања Лука                      | Универзитет у Бањој Луци        | Основан 07. фебруара 1975. године | јавни |       |
| Медицински факултет Универзитета у Бањој Луци                         | Саве Мркаља 14                                         | Центар    | Град Бања Лука                      | Универзитет у Бањој Луци        | Основан 17. марта 1978. године | јавни |       |
| Пољопривредни факултет Универзитета у Бањој Луци                      | Универзитетски град, Булевар војводе Петра Бојовића 1А | Борик     | Град Бања Лука                      | Универзитет у Бањој Луци        | Основан 01. августа 1992. године | јавни |       |
| Правни факултет Универзитета у Бањој Луци                             | Булевар војводе Степе Степановића 77                   | Обилићево | Град Бања Лука                      | Универзитет у Бањој Луци        | Основан 06. фебруара 1975. године | јавни |       |
| Природно-математички факултет Универзитета у Бањој Луци               | Младена Стојановића 2                                  | Центар    | Град Бања Лука                      | Универзитет у Бањој Луци        | Основан је одлуком Народне скупштине Републиек Српске 12. септембра 1996. године                                                      | јавни |       |
| Рударски факултет Универзитета у Бањој Луци                           | Саве Ковачевића бб                                     | Приједор  | Град Приједор                       | Универзитет у Бањој Луци        | Основан је рјешењем Министарства просвјете и културе Републике Српске 16. мај 1997.                                                   | јавни |       |
| Технолошки факултет Универзитета у Бањој Луци                         | Булевар војводе Степе Степановића 73                   | Обилићево | Град Бања Лука                      | Универзитет у Бањој Луци        | Основан 12. фебруара 1975. године | јавни |       |
| Факултет политичких наука Универзитета у Бањој Луци                   | Универзитетски град, Булевар војводе Петра Бојовића 1а | Борик     | Град Бања Лука                      | Универзитет у Бањој Луци        | Основан 27. марта 2009. године | јавни |       |
| Факултет физичког васпитања и спорта Универзитета у Бањој Луци        | Универзитетски град, Булевар војводе Петра Бојовића 1А | Борик     | Град Бања Лука                      | Универзитет у Бањој Луци        | Основан је одлуком Народне скупштине Републике Српске 4. јула 2001. године                                                            | јавни |       |
| Филолошки факултет Универзитета у Бањој Луци                          | Универзитетски град, Булевар војводе Петра Бојовића 1А | Борик     | Град Бања Лука                      | Универзитет у Бањој Луци        | Основан је 27. марта 2009. године | јавни |       |
| Филозофски факултет Универзитета у Бањој Луци                         | Универзитетски град, Булевар војводе Петра Бојовића 1А | Борик     | Град Бања Лука                      | Универзитет у Бањој Луци        | Основан је 15. октобра 1993. године                                                                                                   | јавни |       |
| Шумарски факултет Универзитета у Бањој Луци                           | Војводе Степе Степановића 75а                          | Обилићево | Град Бања Лука                      | Универзитет у Бањој Луци        | Основан је 12. септембра 1992. године                                                                                                 | јавни |       |
| Академија ликовних умјетности Универзитета у Источном Сарајеву        | Степе Степановића бб                                   | Требиње   | Град Требиње                        | Универзитет у Источном Сарајеву | | јавни |       |
| Православни богословски факултет Универзитета у Источном Сарајеву     | Велечево                                               | Фоча      | Општина Фоча                        | Универзитет у Источном Сарајеву | Основан у октобру 1994. године | јавни |       |
| Економски факултет Универзитета у Источном Сарајеву                   | Романијска 42                                          | Пале      | Општина Пале, Град Источно Сарајево | Универзитет у Источном Сарајеву | | јавни |       |
| Економски факултет Брчко Универзитета у Источном Сарајеву             | Студентска 11                                          | Брчко     | Дистрикт Брчко                      | Универзитет у Источном Сарајеву | | јавни |       |
| Електротехнички факултет Универзитета у Источном Сарајеву             | Вука Караџића 30                                       | Лукавица  | Град Источно Сарајево               | Универзитет у Источном Сарајеву | На садашњој локацији од 1975. Одлуком Народне скупштине Републике Српске је 29. децембра 1993. основан Универзитет у Српском Сарајеву | јавни |       |
| Филозофски факултет Универзитета у Источном Сарајеву                  | Алексе Шантића бб                                      | Пале      | Општина Пале, Град Источно Сарајево | Универзитет у Источном Сарајеву | Одлуком Народне скупштине Републике Српске је 29. децембра 1993. основан Универзитет у Српском Сарајеву                               | јавни |       |
| Факултет физичког васпитања и спорта Универзитета у Источном Сарајеву | Стамболчић бб                                          | Пале      | Општина Пале, Град Источно Сарајево | Универзитет у Источном Сарајеву | | јавни |       |
| Факултет пословне економије Универзитета у Источном Сарајеву          | Рачанска 133                                           | Бијељина  | Град Бијељина                       | Универзитет у Источном Сарајеву | Основан је 28. јула 2005. године одлуком Народне скупштине Републике Српске                                                           | јавни |       |
| Факултет за производњу и менаџмент Универзитета у Источном Сарајеву   | Трг палих бораца 1                                     | Требиње   | Град Требиње                        | Универзитет у Источном Сарајеву | Основан је одлуком Народне Скупштине Републике Српске 1. октобра 1995. године                                                         | јавни |       |
| Машински факултет Универзитета у Источном Сарајеву                    | Вука Караџића 30                                       | Лукавица  | Град Источно Сарајево               | Универзитет у Источном Сарајеву | Основан је одлуком Народне Скупштине Републике Српске 1992. године                                                                    | јавни |       |
| Музичка академија Универзитета у Источном Сарајеву                    | Вука Караџића 30                                       | Лукавица  | Град Источно Сарајево               | Универзитет у Источном Сарајеву | Основана 1994/1995. године | јавни |       |
| Медицински факултет Универзитета у Источном Сарајеву                  | Студентска 5                                           | Фоча      | Општина Фоча                        | Универзитет у Источном Сарајеву | Основан 15. октобра 1993. године | јавни |       |
| Педагошки факултет Универзитета у Источном Сарајеву                   | Светог Саве 24                                         | Бијељина  | Град Бијељина                       | Универзитет у Источном Сарајеву | Основан одлуком Народне скупштине Републике Српске 21. јула 1993. године                                                              | јавни |       |
| Пољопривредни факултет Универзитета у Источном Сарајеву               | Вука Караџића 30                                       | Лукавица  | Град Источно Сарајево               | Универзитет у Источном Сарајеву | | јавни |       |
| Правни факултет Универзитета у Источном Сарајеву                      | Алексе Шантића бб                                      | Пале      | Општина Пале, Град Источно Сарајево | Универзитет у Источном Сарајеву | | јавни |       |
| Саобраћајни факултет Универзитета у Источном Сарајеву                 | Војводе Мишића бр 52                                   | Добој     | Град Добој                          | Универзитет у Источном Сарајеву | Основан одлуком Владе Републике Српске 11. јуна 1996. године                                                                          | јавни |       |
| Технолошки факултет Универзитета у Источном Сарајеву                  | Каракај 1                                              | Зворник   | Град Зворник                        | Универзитет у Источном Сарајеву | | јавни |       |

### Приватни универзитети и факултети
| Назив | Улица                                  | Насеље   | Општина          | Универз.                                       | Основан                          | Врста    | Слика |
| --- | -------------------------------------- | -------- | ---------------- | ---------------------------------------------- | -------------------------------- | -------- | ----- |
| Академија умјетности | Павловића пут бб                       | Слобомир | Град Бијељина    | Слобомир П Универзитет                         | Основана 2004/2005. године       | приватни |       |
| Факултет за економију и менаџмент | Павловића пут бб                       | Слобомир | Град Бијељина    | Слобомир П Универзитет                         | Основан 3. новембра 2003. године | приватни |       |
| Факултет за информационе технологије | Павловића пут бб                       | Слобомир | Град Бијељина    | Слобомир П Универзитет                         | Основан 3. новембра 2003. године | приватни |       |
| Филолошки факултет | Павловића пут бб                       | Слобомир | Град Бијељина    | Слобомир П Универзитет                         | Основан 2004/2005. године        | приватни |       |
| Пореска академија | Павловића пут бб                       | Слобомир | Град Бијељина    | Слобомир П Универзитет                         | Основан 2004/2005. године        | приватни |       |
| Правни факултет | Павловића пут бб                       | Слобомир | Град Бијељина    | Слобомир П Универзитет                         | Основан 2004/2005. године        | приватни |       |
| Факултет за пословне и финансијске студије | Јована Дучића 23а                      |          | Град Бања Лука   | Универзитет за пословне студије                |                                  | приватни |       |
| Факултет за информационе технологије и дизајн | Јована Дучића 23а                      |          | Град Бања Лука   | Универзитет за пословне студије                |                                  | приватни |       |
| Факултет за примјењену економију | Јована Дучића 23а                      |          | Град Бања Лука   | Универзитет за пословне студије                |                                  | приватни |       |
| Факултет за новинарство и комуникологију | Јована Дучића 23а                      |          | Град Бања Лука   | Универзитет за пословне студије                |                                  | приватни |       |
| Факултет за екологију | Јована Дучића 23а                      |          | Град Бања Лука   | Универзитет за пословне студије                |                                  | приватни |       |
| Универзитет за пословни инжењеринг и менаџмент | Деспота Стефана Лазаревића бб          |          | Град Бања Лука   | Универзитет за пословни инжењеринг и менаџмент | 2003.                            | приватни |       |
| Факултет за политичке науке, Економски факултет, Педагошки факултет, Факултет за екологију, Факултет за информатику и Факултет лијепих умјетности.                       | Вељка Млађеновића 12е                  |          | Град Бања Лука   | Независни универзитет Бања Лука                | 2005.                            | приватни |       |
| Факултет здравствених наука, Факултет информационих технологија, Факултет правних наука, Факулет пословне економије, Факултет спортских наука, Факултет филолошких наука | Војводе Пере Креце 13                  |          | Град Бања Лука   | Паневропски универзитет Апеирон                | 1. август 2007.                  | приватни |       |
| Пословни факултет Вишеград | Ужичког Корпуса 12                     | Вишеград | Општина Вишеград | Универзитет Синергија                          |                                  | приватни |       |
| Факултет за безбједност и заштиту Бања Лука | Пете козарске бригаде 18               |          | Град Бања Лука   | Универзитет Синергија                          |                                  | приватни |       |
| Правни факултет Бијељина | Раје Баничића бб                       | Бијељина | Град Бијељина    | Универзитет Синергија                          | 25. јула 2005.                   | приватни |       |
| Факултет за пословну економију Бијељина | Раје Баничића бб                       | Бијељина | Град Бијељина    | Универзитет Синергија                          | 25. јула 2005.                   | приватни |       |
| Факултет за пословну информатику Бијељина | Раје Баничића бб                       | Бијељина | Град Бијељина    | Универзитет Синергија                          | 25. јула 2005.                   | приватни |       |
| Филолошки факултет Бијељина | Раје Баничића бб                       | Бијељина | Град Бијељина    | Универзитет Синергија                          | 25. јула 2005.                   | приватни |       |
| Факултет козметологије и естетике Бања Лука | Булевар Војводе Степе Степановића 165a |          | Град Бања Лука   |                                                | 12. јануар 2006.                 | приватни |       |

### Високе школе
| Назив                                                           | Улица                | Насеље   | Општина                                | Основана                                             | Врста    | Слика |
| --------------------------------------------------------------- | -------------------- | -------- | -------------------------------------- | ---------------------------------------------------- | -------- | ----- |
| Висока школа Комуниколошки колеџ у Бањалуци „Капа фи“           | Војвођанска 2        |          | Град Бања Лука                         | 21. августа 2000.                                    | приватна |       |
| Висока школа „Бања Лука колеџ“                                  | Милоша Обилића 30    |          | Град Бања Лука                         | 2005.                                                | приватна |       |
| Висока школа за примијењене и правне науке „Прометеј“ Бања Лука | Књаза Милоша 10а     |          | Град Бања Лука                         |                                                      | приватна |       |
| Висока школа „Колеџ здравствене његе“ Бијељина                  | Павловића пут бб     | Бијељина | Град Бијељина                          |                                                      | приватна |       |
| Висока школа пословног менаџмента „Примус“ Градишка             | Доситејева бб        | Градишка | Општина Градишка                       | 14. децембар 2007.                                   | приватна |       |
| Висока медицинска школа Приједор                                | Николе Пашића 4а     | Приједор | град Приједор                          |                                                      | јавна    |       |
| Висока школа за информатику и менаџмент „CIM Јањош“ Приједор    | Трг Мајора Карлице 1 | Приједор | град Приједор                          | 28. децембар 2007.                                   | приватна |       |
| Висока школа за услужни бизнис Соколац                          | Цара Лазара бб       | Соколац  | Општина Соколац, Град Источно Сарајево | 28. децембар 2007.                                   | приватна |       |
| Висока школа за туризам и хотелијерство Требиње                 | Степе Степановића бб | Требиње  | Град Требиње                           | Основана одлуком Владе Републике Српске 2007. године | јавна    |       |